# 史迈士

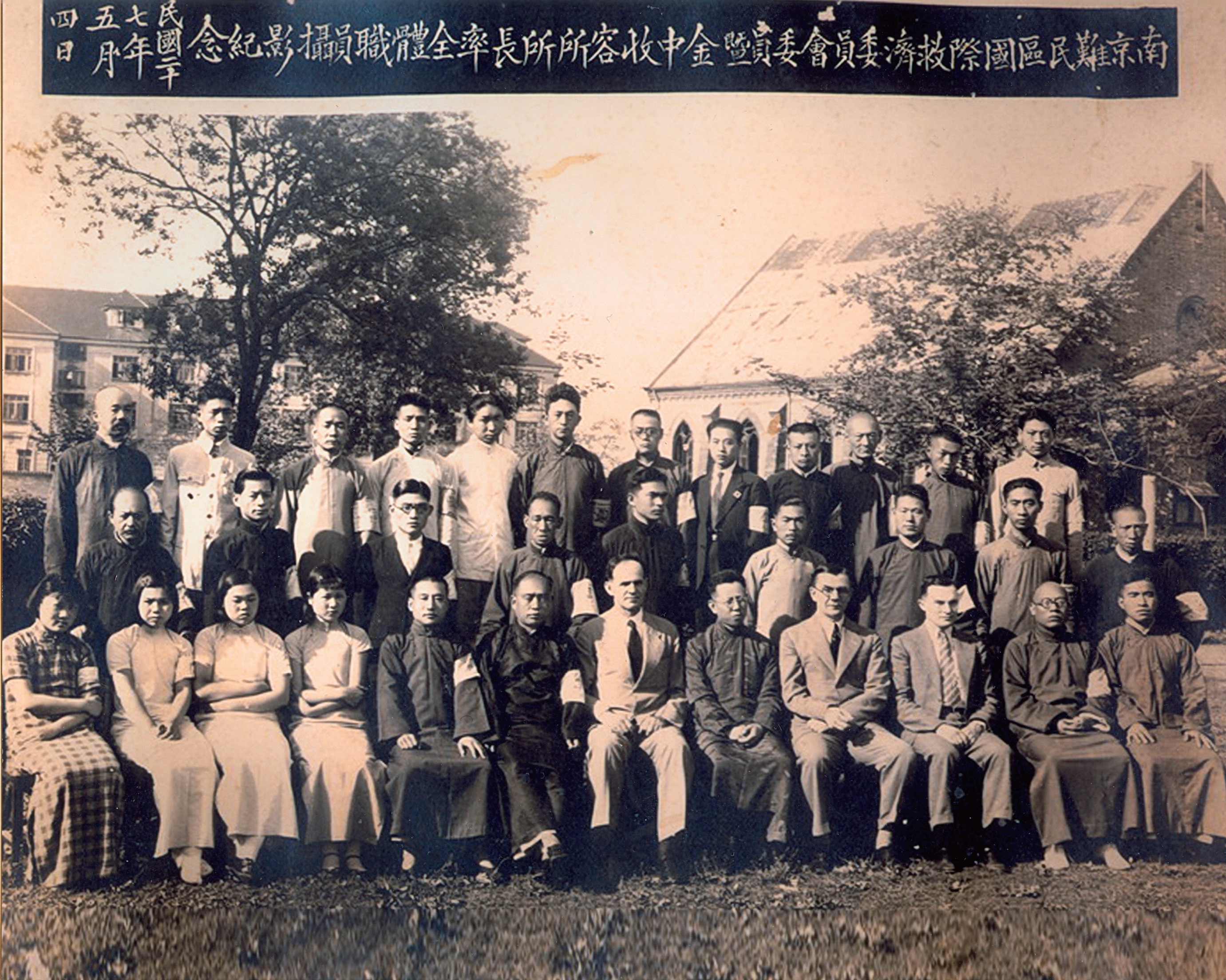
南京安全区合影，第一排左起第十位即为史迈士教授。

刘易斯·斯特朗凯西·史迈士（1901年1月31日—1978年6月1日），美国基督会传教士，金陵大学社会学系教授，南京大屠杀见证者，南京安全区国际委员会成员和管理委员会秘书。

## 生平
史迈士早年生活于美国大瀑布城，高中毕业后，在牧场工作。1918年就读于德雷克大学（Drake University），1923年获法学学士学位。1927年3月获芝加哥神学院实践神学系硕士学位，1928年8月获芝加哥神学院基督教神学与伦理系博士学位。他也受到芝加哥大学的芝加哥学派教授的影响，尤其是欧内斯特·伯吉斯和罗伯特·艾兹拉·帕克。1928年，史迈士被印第安纳波利斯基督会派往南京，担任金陵大学社会学教授。
1937年金陵大学西迁，史迈士与贝德士、林查理等人组成留守委员会留校看守。南京大屠杀期间，史迈士担任南京安全区国际委员会成员和管理委员会秘书，与约翰·拉贝一起记录了日军暴行，并与日本大使馆交涉。二战结束后，前往远东国际军事法庭作证。
1951年，在中国共产党要求下，史迈士被迫离开中国。史迈士随后担任几个组织的顾问，撰写有关中国社会变革的文章和书籍。1952年-1964年，担任列克星敦神学院教授。1957年-1958年休假一年，并担任菲律宾西利曼大学校长助理，制定了当地的农村发展计划。

## 家庭
史迈士于本科期间认识了玛格丽特·马迪·莉莲·加勒特（Margaret "Mardie" Lillian Garrett），两人于1924年结婚，后来有了两个女儿：玛格丽特·佩吉安（Margaret "Peggy" Ann，1931年-2016年）和柯·琼（E. Joan，1934年-1963年）。玛格丽特出生于南京的一个美国传教士家庭，后来取得了拉什大学医学士学位，在华期间担任医疗传教士。